# GeoTools
GeoTools ist eine freie Java-Bibliothek zur Bearbeitung und Darstellung geografischer Daten.
Die GeoTools-Bibliothek verwendet die JTS Topology Suite und implementiert die Spezifikation Simple Feature Access des Open Geospatial Consortium. Die Bibliothek wird sowohl für Web-GIS-Projekte (WFS, WMS) wie GeoServer als auch für Desktop-GIS-Projekte wie uDig oder AtlasStyler eingesetzt.